# Arrondissement municipal
Arrondissement municipal (tj. městský obvod) je ve Francii označení pro městský samosprávný obvod tří největších měst – Paříže, Marseille a Lyonu. Tyto administrativní jednotky mají ve správní organizaci jiné postavení než zbývajících 335 francouzských arrondissementů. Paříž se dělí na 20 městských obvodů, v Marseille je 16 městských obvodů a Lyon se rozděluje na 9 městských obvodů.

## Historie
V Paříži vzniklo 12 obvodů již v roce 1795. Jejich počet byl zvýšen na 20 při rozšíření města v roce 1860. V Lyonu byly obvody zřízeny v roce 1852. Jejich původní počet byl pět, ale vzhledem k nárůstu počtu obyvatel byl jejich počet zvyšován v letech 1867–1964 na devět. V Marseille existuje 16 městských obvodů od roku 1946.
V roce 1975 byly v těchto městech definovány volební okrsky (secteurs électoraux) pro komunální volby. V Paříži vzniklo 18 sektorů (dva sektory jsou tvořeny dvěma obvody), devět v Lyonu (každému obvodu odpovídá jeden sektor) a osm v Marseille (dva obvody na sektor).
V roce 1982 zákon PLM (Paříž-Lyon-Marseille) upravil počty sektorů, aby odpovídaly počtu radnic a městských rad, tj. každý obvod odpovídal jednomu sektoru v Paříži a Lyonu, čtyři obvody zahrnovaly jeden sektor v Marseille. V Marseille došlo k úpravě v roce 1987, takže dva obvody odpovídají jednomu sektoru.
V minulosti byla i jiná města rozdělena do obvodů. V roce 1790 bylo město Nantes rozděleno na šest obvodů. Jejich počet byl navýšen v roce 1908 na osm po připojení obcí Chantenay-sur-Loire a Doulon. Obvody byly zrušeny v roce 1958. Alžír byl v době Francouzského Alžírska rovněž rozdělen na 10 obvodů.

## Funkce
Obvody jsou základem pro okrsky pro komunální volby. V každém obvodu (nebo sektoru v Marseille) je volena obvodní rada podle volebního systému určeného pro obce s více než 1000 obyvateli: jedna třetina je zároveň členem městské rady, zbývající dvě třetiny jsou jen členy rady daného obvodu. Rada ze svých členů volí starostu daného obvodu. Funkce rady a starosty jsou následující:
- obvodní rada může předložit dotazy starostovi obce k jakémukoli tématu vztahujícímu se k obvodu a může také požádat městskou radu, aby o těchto záležitostech jednala,
- obvodní rada konzultuje s městskou radou projekty, jejichž realizace bude probíhat na území obvodu, rada se vyjadřuje zejména k otázkám týkajícím se dotací místním sdružením a změnám v územním plánu,
- obecní byty, které se nacházejí v obvodě, jsou přidělovány z poloviny starostou obvodu a z poloviny starostou města,
- městská rada a starosta obce může přenést určité pravomoci na obvodní radu a starostu,
- starosta obvodu a jeho zástupci jsou státními úředníky v daném obvodu,
- obvodní rada může vytvářet rady čtvrtí, které umožňují obyvatelům, aby se pravidelně setkávali a podávali návrhy ohledně života v jejich okolí.